# Aloconota debilicornis
Aloconota debilicornis är en skalbaggsart som först beskrevs av Wilhelm Ferdinand Erichson 1839.  Aloconota debilicornis ingår i släktet Aloconota, och familjen kortvingar. Arten har ej påträffats i Sverige.